# .bq
.bq és el codi territorial d'Internet (ccTld) assignat -però no en ús- per Bonaire, Saint Eustatius i Saba(les illes BES després de l'assignació el 15 de desembre de 2010 per de l'Agència de maneteniment ISO 3166 de bq com l'ISO 3166-1 alpha-2 a l'àrea. Aquesta decisió va ser conseqüència de la Dissolució de les Antilles Holandeses i nou estatus del Carib Neerlandès com a part dels Països Baixos el 10 d'octubre de 2010.
Les Illes BES utilitzaven la de les Antilles Neerlandeses, .an, que ja es va eliminar. Com a part dels Països Baixos, també es fa servir .nl.